# Willem Koops (psycholoog)
Willem Koops (Groningen, 1 juni 1944) is een Nederlands psycholoog, emeritus hoogleraar ontwikkelingspsychologie en voormalig decaan van de faculteit Sociale Wetenschappen van de Universiteit Utrecht.

## Levensloop
Koops is in 1944 geboren in de wijk Oosterhoogebrug in Groningen. Na de kweekschool studeerde hij psychologie aan de Rijksuniversiteit Groningen van 1965 tot 1971, en promoveerde hier in 1980 op het proefschrift "Sociale ontwikkeling en naïviteit van proefpersonen".
Vanaf 1968 werkte Koops aan de Universiteit van Groningen, waarbij hij begon op de afdeling neurologie, en sinds 1970 werkte bij ontwikkelingspsychologie. Van 1981 tot 2002 was hij hoogleraar ontwikkelingspsychologie aan de Vrije Universiteit van Amsterdam. Tussendoor was hij in het jaar 1991-92 gastdocent aan de Universiteit van Michigan in Ann Arbor, en in 1993 gastdocent aan de Universiteit van Indonesië in Jakarta. In het jaar 1996/97 was hij als fellow verbonden aan het NIAS van de KNAW.
Vanaf 2000 volgde een aanstelling als hoogleraar ontwikkelingspsychologie aan de Universiteit Utrecht, en in 2007 is deze aanstelling omgezet tot universiteitshoogleraar met als leeropdracht de 'grondslagen en geschiedenis van ontwikkelingspsychologie en opvoedkunde'. Van 2003 tot 2012 was hij tevens decaan van de faculteit Sociale Wetenschappen.
Koops was verder voorzitter van de bestuur van de European Society for Developmental Psychology (ESDP). Hij is vanaf 2004 lid van de Wetenschappelijke adviescommissie voor het Nederlands Studiecentrum Criminaliteit en Rechtshandhaving (NSCR) en fellow bij de American Psychological Association (APA). Verder was hij onder andere oprichter en redacteur van het European Journal of Developmental Psychology (EJDP).

## Werk

### Ontwikkelingspsychologie
Koops onderzoeksinteresse ligt op het gebied van de ontwikkelingspsychologie, en hij heeft als zijn missie opgevat om dit specialisme op empirisch en analytische beginselen te gronden. Hij heeft zich hierbij met name ingezet voor de ontwikkeling van organisaties en netwerken in de Nederlandse academische wereld.

### Commentaar op Schiedammer parkmoord
In 2006 speelde een advies van Koops een rol in de Schiedammer parkmoord toen hij samen met gerechtspsycholoog Jannie van der Sleen, ontluisterend commentaar gaf op de handelwijze van Ruud Bullens.

## Publicaties
Koops schreef vele artikelen en enige boeken. Een selectie:
- 1979.  Overzicht van de ontwikkelingspsychologie, met J.J. van der Werff.
- 1980. Sociale ontwikkeling en naïviteit van proefpersonen. Proefschrift Groningen
- 1987. Overzicht van de empirische ontwikkelingspsychologie.
- 1998. Van lastig tot misdadig : een ontwikkelingsbenadering van lastige en misdadige kinderen en adolescenten: diagnostiek, behandeling en beleid. Met Wim Slot (red).
- 2005. De sociale wetenschappen in Utrecht : een geschiedenis. Met Henk van Rinsum en Jan van Teunenbroek (red)
- 2008. Opvoeding als spiegel van de beschaving : een moderne antropologie van de opvoeding. Met Bas Levering en Micha de Winter.
- 2009. Kroniek van de Nederlandstalige ontwikkelingspsychologie : de autobiografieën van haar hoogleraren. Met Jaap Bos (red.)
- 2016. Een beeld van een kind. De ontwikkeling en opvoeding van het kind in historisch perspectief
- 2022. Over infantilisering en Pinokkio. In: Pedagogiek, vol. 42, nr. 2, dec., pp. 234-250